# Phanerotomella lutea
Phanerotomella lutea är en stekelart som beskrevs av Szepligeti 1922. Phanerotomella lutea ingår i släktet Phanerotomella och familjen bracksteklar. Inga underarter finns listade i Catalogue of Life.